# Palombaro
Palombaro ist eine italienische Gemeinde (comune) mit 944 Einwohnern (Stand 31. Dezember 2023) in der Provinz Chieti in den Abruzzen. Die Gemeinde liegt etwa 25 Kilometer südsüdöstlich von Chieti am Nationalpark Majella und gehört zur Comunità Montana della Maielletta.

## Geschichte
Eine späthellenistische Besiedlung in den Abruzzen hat auch im Gemeindegebiet stattgefunden. 1417 zerstörten die Ungarn das Castrum Laromae.

## Verkehr
Durch die Gemeinde führt die frühere Strada Statale 263 di Val di Foro e di Bocca di Valle von Francavilla al Mare nach Lama dei Peligni.